# Tulia
Tulia är en stad i den amerikanska delstaten Texas med en yta av 9,2 km² och en folkmängd som uppgår till 4 714 invånare (2005). Tulia är administrativ huvudort i Swisher County.